# Jeunesse Massira
Jeunesse Massira is een voetbalclub uit Al-Ajoen (Westelijke Sahara) die  in de GNF 2, speelde, de Marokkaanse tweede klasse. De club werd in 1977 opgericht.

## Erelijst
Promotie naar GNF 1 (1x): 1994/95
Beker van Marokko (0x): Halve finale: 2003/04 en 2004/05
Raja de Beni Mellal ·
Club Jeunesse Ben Guerir ·
Rachad Bernoussi ·
Youssoufia Berrechid ·
Maghreb Fez ·
Wydad de Fès ·
JA Kasbah Tadla ·
KAC Kenitra ·
Jeunesse Massira ·
Mouloudia Oujda ·
US Musulmane d'Oujda ·
AS Salé ·
Union de Sidi Kacem ·
Wydad de Témara ·
Ittihad Zemmouri de Khémisset